# Ellipteroides ptilostenoides
Ellipteroides ptilostenoides är en tvåvingeart som först beskrevs av Alexander 1928.  Ellipteroides ptilostenoides ingår i släktet Ellipteroides och familjen småharkrankar.
Artens utbredningsområde är Taiwan. Inga underarter finns listade i Catalogue of Life.